# NGC 6184
NGC 6184 ist eine 14,3 mag helle Spiralgalaxie vom Hubble-Typ Sb im Sternbild Herkules. Sie ist rund 378 Millionen Lichtjahre von der Milchstraße entfernt und hat einen Durchmesser von etwa 90.000 Lichtjahren.
Im selben Himmelsareal befinden sich u. a. die Galaxien NGC 6173, NGC 6175, NGC 6180.
Das Objekt wurde am 23. Juni 1876 von Édouard Stephan entdeckt.